# Sorezore no Isu
Albums de Nogizaka46
Tōmei na Iro
(7 janvier 2015)
Singles
1. Inochi wa Utsukushii
Sortie : 18 mars 2015
2. Taiyō Knock
Sortie : 22 juillet 2015
3. Ima, Hanashitai Dareka ga Iru
Sortie : 28 octobre 2015
4. Harujion ga Sakukoro
Sortie : 23 mars 2016

Sorezore no Isu (それぞれの椅子, trad. « Chaque chaise ») est le deuxième album studio du groupe d'idoles japonais Nogizaka46 sorti le 25 mai 2016,.

## Membres sélectionnés pour certaines chansons
- Interprètes de la chanson Kikkake[3]
  - 1re générat° : Manatsu Akimoto, Erika Ikuta, Rina Ikoma, Marika Itō, Sayuri Inoue, Misa Etō, Asuka Saitō, Reika Sakurai, Mai Shiraishi, Kazumi Takayama, Nanase Nishino, Nanami Hashimoto, Minami Hoshino, Sayuri Matsumura, Yumi Wakatsuki
  - 2e générat° : Miona Hori

- Interprètes de la chanson Taiyō ni Kudokarete[3]
  - 1re générat° : Manatsu Akimoto, Erika Ikuta, Rina Ikoma, Marika Itō, Sayuri Inoue, Misa Etō, Asuka Saitō, Reika Sakurai, Mai Shiraishi, Kazumi Takayama, Nanase Nishino, Nanami Hashimoto, Minami Hoshino, Sayuri Matsumura, Yumi Wakatsuki
  - 2e générat° : Miona Hori

- Interprètes de la chanson Yokubō no Reincarnation[3]
  - 1re générat° : Hina Kawago, Mahiro Kawamura, Chiharu Saitō, Yūri Saitō, Kana Nakata, Himeka Nakamoto, Ami Nōjō, Hina Higuchi, Maaya Wada

- Interprètes de la chanson Kūkikan[3]
  - 1re générat° : Misa Etō, Mai Shiraishi, Kazumi Takayama, Nanami Hashimoto, Sayuri Matsumura

- Interprètes de la chanson Kōgōsei Kibō[3]
  - 1re générat° : Nanase Nishino

- Interprètes de la chanson Threefold choice[3]
  - 1re générat° : Asuka Saitō, Minami Hoshino
  - 2e générat° : Miona Hori

- Interprètes de la chanson Teitaion no Kiss[3]
  - 1re générat° : Erika Ikuta

- Interprètes de la chanson Shitsuren Shitara, Kao o Arae![3]
  - 1re générat° : Himeka Nakamoto, Ami Nōjō

- Interprètes de la chanson Kakigōri no Kataomoi[3]
  - 2e générat° : Karin Itō, Junna Itō, Hinako Kitano, Iori Sagara, Kotoko Sasaki, Mai Shinuchi, Ayane Suzuki, Ranze Terada, Miona Hori, Rena Yamazaki, Miria Watanabe

- Interprètes de la chanson Kanjō Rokugōsen[3]
  - 1re générat° : Rina Ikoma, Marika Itō, Sayuri Inoue

- Interprètes de la chanson Kuchiyakusoku[3]
  - 1re générat° : Manatsu Akimoto, Reika Sakurai, Kana Nakata, Yumi Wakatsuki

## Liste des titres
| 1.  | Inochi wa Utsukushii (命は美しい)                         | 11e single                                      | 5:14 |
| 2.  | Taiyō Knock (太陽ノック)                                  | 12e single                                      | 4:02 |
| 3.  | Ima, Hanashitai Dareka ga Iru (今、話したい誰かがいる)    | 13e single                                      | 4:22 |
| 4.  | Harujion ga Sakukoro (ハルジオンが咲く頃)                 | 14e single                                      | 5:28 |
| 5.  | Kikkake (きっかけ)                                        | nouvelle chanson                                | 5:18 |
| 6.  | Taiyō ni Kudokarete (太陽に口説かれて)                    | nouvelle chanson                                | 4:10 |
| 7.  | Yokubō no Reincarnation (欲望のリインカーネーション)      | nouvelle chanson                                | 4:18 |
| 8.  | Kanashimi no Wasurekata (悲しみの忘れ方)                  | face B du 13e single (Type C)                   | 4:27 |
| 9.  | Kūkikan (空気感)                                          | nouvelle chanson                                | 3:53 |
| 10. | Kōgōsei Kibō (光合成希望)                                 | nouvelle chanson ; par Nanase Nishino           | 3:55 |
| 11. | Muhyōjō (無表情)                                          | face B du 12e single (Type B)                   | 3:50 |
| 12. | Arakajime Katarareru Romance (あらかじめ語られるロマンス) | face B du 11e single                            | 4:53 |
| 13. | Sukima (隙間)                                             | face B du 13e single (édition régulière)        | 5:01 |
| 14. | Kyūshamen (急斜面)                                        | face B du 14e single (Type B)                   | 3:45 |
| 15. | Hane no Kioku (羽根の記憶)                                | face B du 12e single (7-Eleven édition limitée) | 5:41 |
| 16. | Nogizaka no Uta (乃木坂の詩)                              | face B du 1er single (Type A)                   | 4:30 |

| 1.  | Natsu no Free & Easy (夏のFree&Easy)                   |  |
| 2.  | Romance no Start (ロマンスのスタート)                  |  |
| 3.  | Aitakatta Kamo Shirenai (会いたかったかもしれない)     |  |
| 4.  | Romantic Ikayaki (ロマンティックいか焼き)              |  |
| 5.  | Girls Rule (ガールズルール)                            |  |
| 6.  | Nani mo Dekizu ni Soba ni Iru (何もできずにそばにいる) |  |
| 7.  | Umareta Mamade (生まれたままで)                        |  |
| 8.  | Kokojanai Dokoka (ここじゃないどこか)                  |  |
| 9.  | Yubi Bōenkyō (指望遠鏡)                                |  |
| 10. | Tsuki no Ōkisa (月の大きさ)                            |  |
| 11. | Ushinaitakunai Kara (失いたくないから)                 |  |
| 12. | Ningen to Iu Gakki (人間という楽器)                    |  |

| 1.  | Inochi wa Utsukushii (命は美しい)                            | 11e single                                                       | 5:14 |
| 2.  | Taiyō Knock (太陽ノック)                                     | 12e single                                                       | 4:02 |
| 3.  | Ima, Hanashitai Dareka ga Iru (今、話したい誰かがいる)       | 13e single                                                       | 4:22 |
| 4.  | Harujion ga Sakukoro (ハルジオンが咲く頃)                    | 14e single                                                       | 5:28 |
| 5.  | Kikkake (きっかけ)                                           | nouvelle chanson                                                 | 5:18 |
| 6.  | Taiyō ni Kudokarete (太陽に口説かれて)                       | nouvelle chanson                                                 | 4:10 |
| 7.  | Yokubō no Reincarnation (欲望のリインカーネーション)         | nouvelle chanson                                                 | 4:18 |
| 8.  | Kanashimi no Wasurekata (悲しみの忘れ方)                     | face B du 13e single (Type C)                                    | 4:27 |
| 9.  | Threefold choice                                             | nouvelle chanson ; par Asuka Saitō, Minami Hoshino et Miona Hori | 3:41 |
| 10. | Teitaion no Kiss (低体温のキス)                              | nouvelle chanson ; par Erika Ikuta                               | 3:59 |
| 11. | Harukanaru Bhutan (遥かなるブータン)                         | face B du 14e single                                             | 4:36 |
| 12. | Popipappapā (ポピパッパパー)                                 | face B du 13e single (Type A)                                    | 4:01 |
| 13. | Seifuku o Nuide Sayonara o... (制服を脱いでサヨナラを・・・) | face B du 12e single (édition régulière)                         | 5:00 |
| 14. | Yūutsu to Fūsen Gum (憂鬱と風船ガム)                         | face B du 14e single (édition régulière)                         | 4:03 |
| 15. | Tachinaorichū (立ち直り中)                                   | face B du 11e single (Type A)                                    | 4:41 |
| 16. | Nogizaka no Uta (乃木坂の詩)                                 | face B du 1er single (Type A)                                    | 4:30 |

| 1.  | Hito wa Naze Hashiru no ka? (人はなぜ走るのか?)                |  |
| 2.  | Sekkachi na Katatsumuri (せっかちなかたつむり)                 |  |
| 3.  | Hidarimune no Yūki (左胸の勇気)                                |  |
| 4.  | Nandome no Aozora ka? (何度目の青空か?)                        |  |
| 5.  | Danke Schön (ダンケシェーン)                                   |  |
| 6.  | Sonna Bakana... (そんなバカな・・・)                           |  |
| 7.  | Kokoro no Kusuri (心の薬)                                      |  |
| 8.  | 13-nichi no Kinyōbi (13日の金曜日)                             |  |
| 9.  | Senpūki (扇風機)                                               |  |
| 10. | Sono Saki no Deguchi (その先の出口)                            |  |
| 11. | Mukuchi na Lion (無口なライオン)                               |  |
| 12. | Boku ga Ikanakya Dare ga Ikunda? (僕が行かなきゃ誰が行くんだ?) |  |
| 13. | Dekopin (でこぴん)                                             |  |
| 14. | Toiki no Method (吐息のメソッド)                               |  |

| 1.  | Inochi wa Utsukushii (命は美しい)                                                  | 11e single                                         | 5:14 |
| 2.  | Taiyō Knock (太陽ノック)                                                           | 12e single                                         | 4:02 |
| 3.  | Ima, Hanashitai Dareka ga Iru (今、話したい誰かがいる)                             | 13e single                                         | 4:22 |
| 4.  | Harujion ga Sakukoro (ハルジオンが咲く頃)                                          | 14e single                                         | 5:28 |
| 5.  | Kikkake (きっかけ)                                                                 | nouvelle chanson                                   | 5:18 |
| 6.  | Taiyō ni Kudokarete (太陽に口説かれて)                                             | nouvelle chanson                                   | 4:10 |
| 7.  | Yokubō no Reincarnation (欲望のリインカーネーション)                               | nouvelle chanson                                   | 4:18 |
| 8.  | Kanashimi no Wasurekata (悲しみの忘れ方)                                           | face B du 13e single (Type C)                      | 4:27 |
| 9.  | Shitsuren Shitara, Kao o Arae! (失恋したら、顔を洗え!)                             | nouvelle chanson ; par Himeka Nakamoto et Ami Nōjō | 3:59 |
| 10. | Kakigōri no Kataomoi (かき氷の片想い)                                              | nouvelle chanson                                   | 4:26 |
| 11. | Otona e no Chikamichi (大人への近道)                                               | face B du 13e single (Type B)                      | 5:16 |
| 12. | Kimi wa Boku to Awanai Hou ga Yokatta no Kana (君は僕と会わない方がよかったのかな) | face B du 11e single (Type C)                      | 5:03 |
| 13. | Wakaregiwa, Motto Suki ni Naru (別れ際、もっと好きになる)                          | face B du 12e single (Type C)                      | 4:16 |
| 14. | Shitto no Kenri (嫉妬の権利)                                                       | face B du 13e single                               | 5:17 |
| 15. | Futōgō (不等号)                                                                    | face B du 14e single (Type D)                      | 4:16 |
| 16. | Nogizaka no Uta (乃木坂の詩)                                                       | face B du 1er single (Type A)                      | 4:30 |

| 1.  | Sekai de Ichiban Kodoku na Lover (世界で一番 孤独なLover) |  |
| 2.  | Seifuku no Mannequin (制服のマネキン)                     |  |
| 3.  | Koko ni Iru Riyū (ここにいる理由)                         |  |
| 4.  | Barrette (バレッタ)                                       |  |
| 5.  | Hashire!Bicycle (走れ!Bicycle)                            |  |
| 6.  | Oide Shampoo (おいでシャンプー)                           |  |
| 7.  | Kimi no Na wa Kibō (君の名は希望)                         |  |
| 8.  | Kizuitara Kataomoi (気づいたら片想い)                     |  |
| 9.  | Guru Guru Curtain (ぐるぐるカーテン)                      |  |
| 10. | Nogizaka no Uta (乃木坂の詩)                              |  |

| 1.  | Inochi wa Utsukushii (命は美しい)                      | 11e single                                                                           | 5:14 |
| 2.  | Taiyō Knock (太陽ノック)                               | 12e single                                                                           | 4:02 |
| 3.  | Ima, Hanashitai Dareka ga Iru (今、話したい誰かがいる) | 13e single                                                                           | 4:22 |
| 4.  | Harujion ga Sakukoro (ハルジオンが咲く頃)              | 14e single                                                                           | 5:28 |
| 5.  | Kikkake (きっかけ)                                     | nouvelle chanson                                                                     | 5:18 |
| 6.  | Taiyō ni Kudokarete (太陽に口説かれて)                 | nouvelle chanson                                                                     | 4:10 |
| 7.  | Yokubō no Reincarnation (欲望のリインカーネーション)   | nouvelle chanson                                                                     | 4:18 |
| 8.  | Kanashimi no Wasurekata (悲しみの忘れ方)               | face B du 13e single (Type C)                                                        | 4:27 |
| 9.  | Kanjō Rokugōsen (環状六号線)                           | nouvelle chanson ; par Rina Ikoma, Marika Itō et Sayuri Inoue                        | 4:03 |
| 10. | Kuchiyakusoku (口約束)                                 | nouvelle chanson ; par Manatsu Akimoto, Reika Sakurai, Kana Nakata et Yumi Wakatsuki | 4:32 |
| 11. | Romantic Ikayaki (ロマンティックいか焼き)              | face B du 5e single (Type A)                                                         | 4:28 |
| 12. | House! (ハウス!)                                       | face B du 2e single (édition régulière)                                              | 5:06 |
| 13. | Sonna Baka na... (そんなバカな・・・)                  | face B du 7e single (Type B)                                                         | 4:28 |
| 14. | Shakiism (シャキイズム)                                | face B du 5e single                                                                  | 4:11 |
| 15. | Romance no Start (ロマンスのスタート)                  | face B du 8e single                                                                  | 4:00 |
| 16. | Nogizaka no Uta (乃木坂の詩)                           | face B du 1er single (Type A)                                                        | 4:30 |

| 1. | Mayuko no Douga (まゆこの動画) | 62:56 |